# Fuyu-Kirgisen

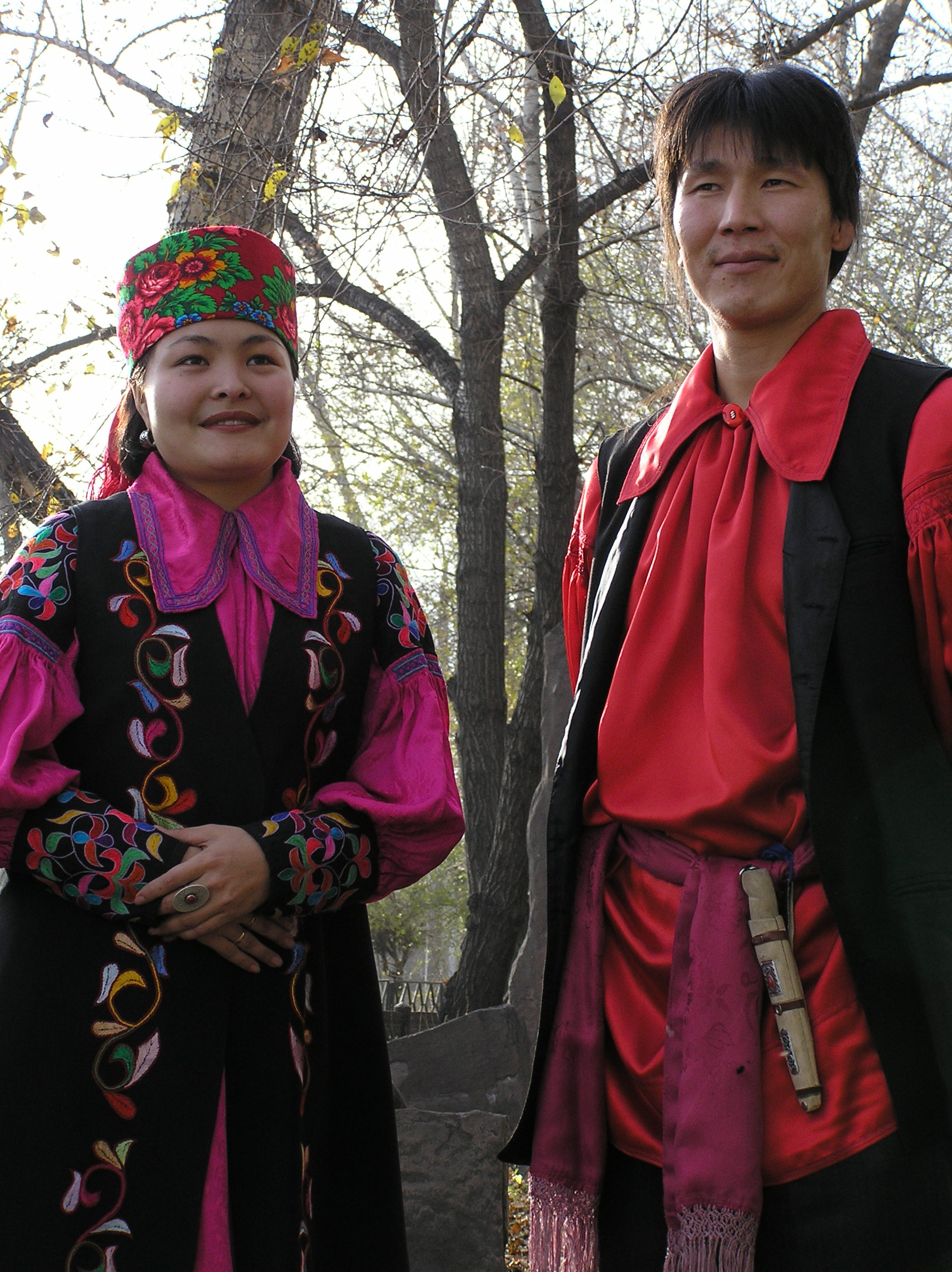
Chakassen in traditioneller Kleidung

Die Fuyu-Kirgisen (富裕柯尔克孜语 Fuyü Gïrgïs) sind ein Turkvolk in der Mandschurei in Nordost-China. Es gibt heute ca. 1500 Menschen in China, die sich als Fuyu-Kirgisen sehen.

## Herkunft und Sprache
Nach einer unter ihnen verbreiteten Überlieferung wurden die Fuyu-Kirgisen während der Regierungszeit des Kaisers Qianlong (1735–1799) im Zusammenhang mit den Kriegen gegen die Dsungaren aus dem Altai in die Mandschurei deportiert. Sie nenne sich selbst Qïrγïs (Kirghis). Sie teilen daher mit den Kirgisen nicht nur die gemeinsame Heimat im Gebiet am Oberlauf des Jenissei, sondern auch den Namen. Sie sind in 6 Clans unterteilt: Tabïn, Qapxan, Ïčïq, Sandïr, Pïltïr und Qïrγïs, die jetzt die aus Verkürzung und Sinisierung hervorgegangenen Familiennamen Wu, Han, Chang, Cai, Lang und Si tragen. Trotz der gemeinsamen Urheimat und des gemeinsamen Namens, gehört ihre Sprache einer anderen Untergruppe der Turksprachen an als das Kirgisische und ist mit der der Chakassen näher verwandt. Ihre Sprache ist somit eine der sibirischen Turksprachen.
Die heute wenigen Fuyu-Kirgisen sind die einzigen Angehörigen eines Turkvolks in der Mandschurei und unterliegen einer fortdauernden Assimilation. Über die Gewährsleute, deren in den Jahren 2003 und 2004 erhobenen Angaben zum Wortschatz der Sprache der Fuyü-Kirgisen der Studie von Li, Ölmez und Kim zugrunde liegen, wird angegeben, dass sie die Sprache als Kinder verwendet hätten, sich aber nunmehr im täglichen Umgang des Chinesischen und Mongolischen bedienen würden.

## Kultur und Religion
Im Gegensatz zu den meisten anderen Turkvölkern wurden die Fuyu-Kirgisen nie islamisiert. Sie sind heute meist Buddhisten, Tengristen oder folgen dem chinesischen Volksglauben.
Ahnenkult spielt eine große Rolle und ist vergleichbar mit ihren Han-chinesischen und mandschurischen Nachbarvölkern.